# 性の起原
『性の起原』（せいのきげん）は、1967年6月28日に日本で公開された映画。

## スタッフ
- 監督・脚本：新藤兼人
- 製作：能登節雄、桑原一雄
- 撮影：黒田清巳
- 音楽：林光

## キャスト
- 彼：殿山泰司
- 妻：乙羽信子
- 息子：林秀樹
- 娘：赤座美代子
- 少女：松尾嘉代
- 若い医師：菅野忠彦
- 部長：戸浦六宏
- 同僚：原田清人、宮田勝
- 看護婦：本山可久子
- 少女の父：千秋実
- 警官：小川吉信
- 先生：観世栄夫
- 声：宇野重吉